# Andrzej Michałek
Andrzej Michałek (ur. 1962, zm. 2007) – polski bronioznawca, rysownik i pisarz.

## Życiorys
Zajmował się historią średniowiecza, historią Orientu oraz wojskowością i archeologią Wschodu. Był również autorem ilustracji historycznych.
Jego prace spotkały się z krytyką w środowisku historycznym; metodologii i tezom autora stawiano liczne zarzuty.

## Publikacje[3]
- Port Artur, Cuszima 1904-1905, współautor: Józef Wiesław Dyskant (2005)
- z cyklu „Wyprawy krzyżowe”
  - Wyprawy krzyżowe. Armie ludów tureckich (2003)
  - Wyprawy krzyżowe. Mehmed Zdobywca (2003)
  - Wyprawy krzyżowe. Normanowie (2004)
  - Wyprawy krzyżowe. Francuzi (2004)
  - Wyprawy krzyżowe. Husyci (2004)
  - Wyprawy krzyżowe. Etiopia (2005)
  - Wyprawy krzyżowe. Bizancjum (2005)

- z cyklu „Słowianie”:
  - Słowianie. Słowianie południowi (2004)
  - Słowianie. Słowianie wschodni (2005)
  - Słowianie. Słowianie zachodni. Początki państwowości (2006)
  - Słowianie. Słowianie zachodni. Monarchie wczesnofeudalne (2007)